# Cintura Nord

Schema (in parte superato) del sistema di metropolitane e ferrovie di Roma. In linea rossa continua, il tracciato di Cintura nord esistente (da stazione San Pietro a Vigna Clara). In linea rossa tratteggiata, il tracciato in previsione (da Vigna Clara a stazione Nomentana), la cui realizzazione porterebbe alla chiusura dellAnello ferroviario attorno alla città

Con il termine Cintura Nord si indica una linea ferroviaria non completata che dovrebbe costituire la parte settentrionale di una linea di circonvallazione intorno al centro di Roma (denominata anche Anello ferroviario, espressione con cui a volte viene indicata impropriamente la stessa Cintura Nord), assieme ai tronchi Roma San Pietro-Roma Ostiense della linea per Viterbo, Roma Ostiense-Roma Tuscolana della Roma-Civitavecchia e Roma Tuscolana-Roma Nomentana della linea per Orte sulla direttrice per Firenze.
Dopo i primi progetti presentati alla fine del XIX secolo, a distanza di un ventennio furono parzialmente realizzate due varianti di tracciato. La prima fu costruita a partire dal 1913 su un'area successivamente occupata dalla tangenziale Est; la seconda, le cui prime opere risalgono agli anni 1930, è entrata effettivamente in servizio per alcuni brevi periodi negli anni novanta e, definitivamente, nel 2022. Negli anni 2020 è stato avviato l'iter di completamento della linea su questo secondo tracciato.

## Linea storica

### Storia
Con l'interconnessione della stazione Termini con le linee per Civitavecchia (aperta il 24 aprile 1859) e per Orte (aperta il 1º aprile 1865 sulla direttrice di Firenze), avvenuta il 31 marzo 1890, si venne a creare una sorta di ferrovia di circonvallazione intorno al centro di Roma, prolungata il 30 aprile 1894 con l'apertura del tronco ovest sulla direttrice di Viterbo. Un assetto simile a quello odierno si ebbe il 1º maggio 1911, con una modifica dell'ultimo tratto della linea per Viterbo che vide lo spostamento più a sud della stazione di Roma Trastevere e la rettifica del raccordo tra la stazione Termini e la linea per Civitavecchia.
Già nel 1892 era stato presentato il progetto per una linea che, raccordando la stazione di Roma San Pietro alla linea per Orte, avrebbe completato una sorta di "anello ferroviario" intorno al centro di Roma: sottopassando la via Aurelia nell'area oggi occupata dalle circonvallazioni Clodia e Trionfale. La ferrovia avrebbe costeggiato le pendici di Monte Mario con una stazione prevista nell'area poi occupata dalla città giudiziaria di piazzale Clodio, attraversato le zone di Ponte Milvio e Tor di Quinto, dove sarebbero sorti rispettivamente uno scalo merci e una fermata, raggiungendo infine la linea per Orte poco oltre la via Salaria, nei pressi di via dei Prati Fiscali.
I lavori per la realizzazione di questo tracciato vennero avviati nel 1913, con una variante che vedeva la ferrovia diramarsi dalla linea per Orte da piazza Addis Abeba, ove era prevista una stazione di nome Roma Nomentana, per poi percorrere l'area attualmente occupata dalle circonvallazioni Nomentana e Salaria, e di qui proseguire sul percorso previsto dal progetto del 1892. La costruzione della linea, sospesa più volte nel corso degli anni, venne definitivamente interrotta nel 1931, quando si era quasi giunti al completamento delle opere e della posa dell'armamento, comprensivo di doppio binario ed elettrificazione: il tracciato era stato escluso da un nuovo piano d'assetto per il nodo di Roma e, su un tratto della sede, si era decisa la realizzazione del Foro Mussolini, ribattezzato Foro Italico dopo la Liberazione. Un progetto di realizzazione di quest'ultimo impianto, redatto da Luigi Moretti (senza data ma probabilmente posteriore al 1938), ribadisce la localizzazione dell'invaso del futuro Stadio Olimpico e dello Stadio del tennis su una superficie inizialmente destinata alla sede ferroviaria.
Negli anni successivi, alcuni tratti superstiti di questa linea furono probabilmente utilizzati come raccordo o divennero oggetto di lavori per il completamento della linea di cintura finché, in occasione delle Olimpiadi di Roma del 1960 e dei Mondiali di calcio Italia 1990, gran parte dell'area di sedime venne utilizzata per realizzare i tratti della tangenziale Est conosciuti rispettivamente come via del Foro Italico e Circonvallazione Salaria.
Ogni altra traccia superstite della linea è stata poi cancellata dallo sviluppo urbanistico dei quartieri attraversati dalla linea.

### Caratteristiche
| Continuation backward |

| Station on track |

| Unknown route-map component "eABZgl" | Unknown route-map component "exSTRoq" | Unknown route-map component "exSTR+r" |  |  |

| Unknown route-map component "tSTRa" |  | Unknown route-map component "exSBRÜCKE" |  |  |

| Unknown route-map component "tSTRl" | Unknown route-map component "tSTReq" | Unknown route-map component "xKRZu" | Unknown route-map component "tSTRaq" | Unknown route-map component "tCONTfq" |

| Unknown route-map component "exBHF" |

| Unknown route-map component "exTUNNEL1" |

| Unknown route-map component "exBHF" |

| Unknown route-map component "exhSTRae" |

| Unknown route-map component "exTUNNEL1" |

| Unknown route-map component "exhbKRZWae" |

| Unknown route-map component "CONTgq" | Unknown route-map component "xhKRZa" | Unknown route-map component "CONTfq" |

|  |  | Unknown route-map component "exhSTRe" |

|  |  | Unknown route-map component "exBHF" |

| Unknown route-map component "exhbKRZWae" |

|  |  | Unknown route-map component "exSTR" | Unknown route-map component "STR+l" | Unknown route-map component "CONTfq" |

|  |  | Unknown route-map component "exKRWl" | Unknown route-map component "eKRWg+r" |  |

|  |  |  | Station on track |

|  |  | Continuation forward |

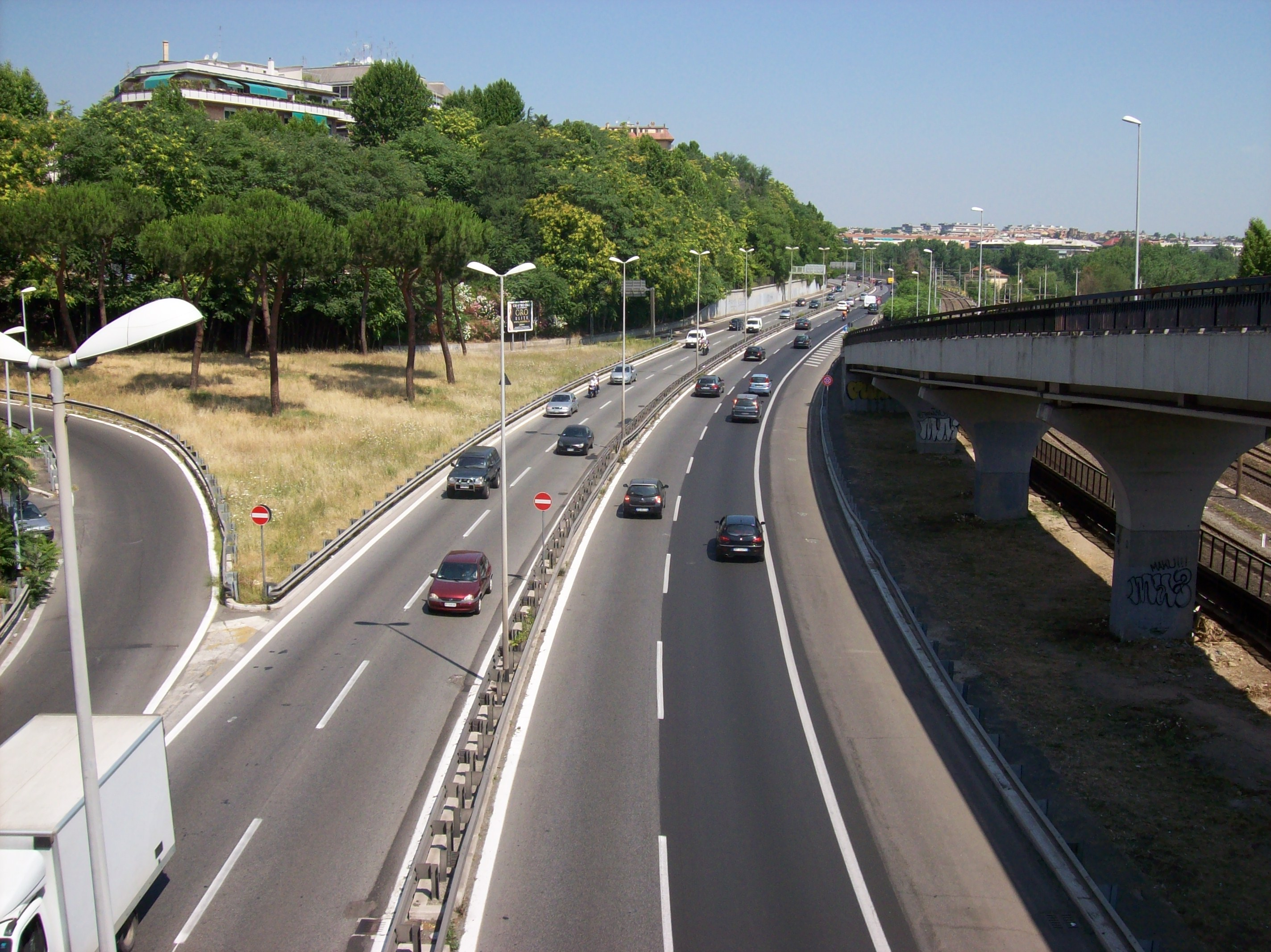
Tratto della tangenziale Est in corrispondenza di via delle Valli, realizzato sfruttando l'area di sedime della prima variante della Cintura Nord.

La ferrovia originava dalla linea per Orte, correndo in parallelo ad essa nell'area attualmente occupata dalle circonvallazioni Nomentana e Salaria. La diramazione della linea era posta in corrispondenza di piazza Addis Abeba, dove era ubicato il fabbricato viaggiatori della stazione di Roma Nomentana; l'impianto prevedeva anche la presenza di uno scalo merci, situato al di sotto del viadotto di via delle Valli. Dopo essersi allontanata dalla linea per Orte, la ferrovia proseguiva verso la via Salaria: in corrispondenza di essa era posizionata un'omonima stazione, mentre, pochi metri più avanti, la medesima strada consolare veniva scavalcata con un ponte.
Da questo punto, la linea procedeva lungo l'area occupata dalle strutture successivamente utilizzate per costruire la via del Foro Italico, sottopassando la collina Fleming e Monte Mario con due gallerie, e attraversando il Tevere con un ponte nell'area di Tor di Quinto. Presso Ponte Milvio era inoltre prevista la costruzione di un eponimo scalo merci. Successivamente, la ferrovia proseguiva costeggiando le pendici di Monte Mario, attraversando le superfici attualmente occupate dal Foro Italico, dallo Stadio Olimpico e dagli uffici giudiziari di Piazzale Clodio; quest'ultima area avrebbe dovuto ospitare una stazione denominata Roma Prati di Castello.
Il tracciato continuava quindi nelle aree attualmente occupate dalla circonvallazione Clodia e da via Cipro, passava al di sotto del viadotto della linea per Viterbo sulla Valle dell'Inferno e procedeva sul percorso di Via Anastasio II, dove era scavalcata dalla via Aurelia. Descrivendo una curva a sinistra in corrispondenza di via Gregorio VII, la linea si affiancava alla ferrovia per Viterbo per poi raccordarsi al piazzale della stazione di Roma San Pietro tramite una curva a destra.

## Linea odierna

### Storia
L'assetto del nodo ferroviario di Roma stabilito nel 1931 prevedeva la realizzazione di uno scalo ferroviario nei pressi della via Flaminia, in cui sarebbero confluite tutte le principali linee ferroviarie della città. Al fine di raccordare la linea per Pisa alla futura stazione, furono avviati i lavori per una variante che, partendo da Maccarese, avrebbe raggiunto la Valle dell'Inferno tramite una galleria poco oltre la nuova stazione di Roma Aurelia, sottopassato Monte Mario mediante un nuovo tunnel, quindi raggiunto Tor di Quinto dove, attraversato il Tevere con un ponte, si sarebbe raccordata al nuovo scalo merci di Roma Smistamento. L'inizio della seconda guerra mondiale interruppe i lavori quando si era arrivati a completare la quasi totalità del tracciato; al termine del conflitto, anche al fine di contenere la disoccupazione, si decise di effettuare i lavori di ultimazione della linea, che però vennero interrotti verso la metà degli anni cinquanta, favorendo l'insediamento di imprese artigianali su gran parte dell'area di sedime (in particolare nelle zone di Tor di Quinto e della Valle dell'Inferno).

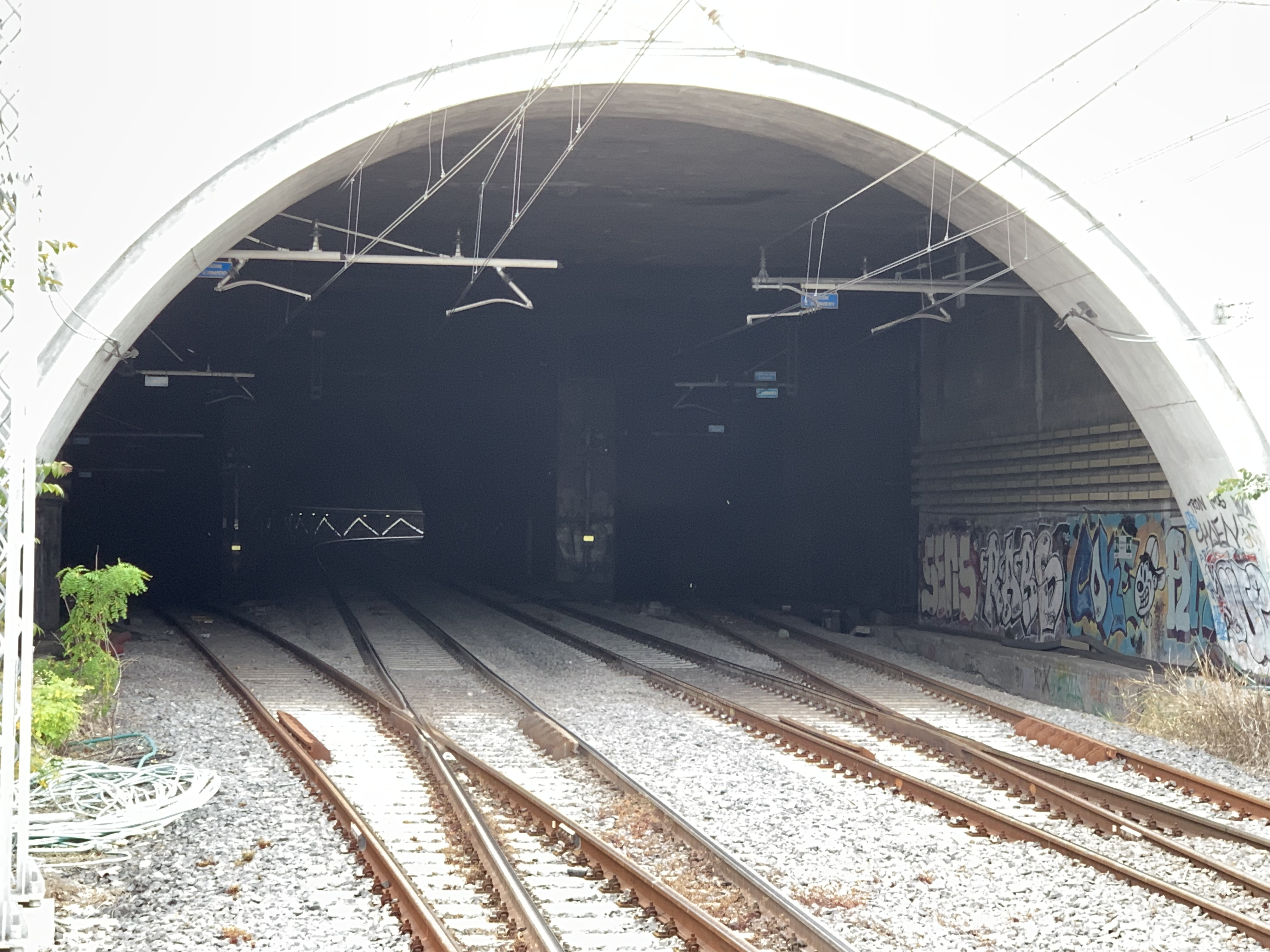
Diramazione a salto di montone presso la fermata di Valle Aurelia

Negli anni settanta vennero ripresi i lavori sul tracciato con il completamento della galleria Cassia-Monte Mario e del tratto di raccordo per Maccarese, con una variante che mediante una galleria presso Villa Carpegna e un nuovo ponte su via Gregorio VII, avrebbe raggiunto Roma San Pietro. I lavori comportarono l'interruzione della linea per Viterbo a partire dal giugno 1985 e l'attestazione dei treni sulla stazione di Roma Balduina salvo un periodo compreso fra il dicembre 1986 e il luglio 1988, in cui le corse terminavano presso una stazione provvisoria ubicata a nord del viadotto in costruzione, denominata San Pietro Bis. Fu inoltre completata la stazione di Roma Aurelia, con la costruzione di un nuovo fabbricato viaggiatori leggermente arretrato rispetto a quello originario. Il nuovo tracciato, aperto nel 1990, permise l'istradamento dei treni diretti a Civitavecchia alleggerendo la tratta Roma Trastevere-Ponte Galeria, in maniera tale da permettere l'istituzione di servizi rapidi per i passeggeri diretti verso l'aeroporto di Fiumicino.
In vista dei Mondiali di calcio del 1990, si decise inoltre di dotare lo Stadio Olimpico di un collegamento ferroviario, sfruttando la galleria Cassia-Monte Mario appena ultimata e le strutture già esistenti all'interno del parco del Pineto e nel borghetto di Valle Aurelia, dove un nuovo viadotto di circa 300 metri avrebbe collegato il tratto alla linea per Viterbo, dotata per l'occasione di un nuovo ponte su via Angelo Emo. Non essendo stato possibile completare quest'ultima infrastruttura entro i tempi previsti, venne realizzato un bivio provvisorio poco più a nord del viadotto già esistente. Il collegamento, a binario singolo ed elettrificato, prevedeva due stazioni: la discesa dei passeggeri avveniva all'interno della galleria Cassia-Monte Mario, dove era stata realizzata la fermata di Olimpico-Farnesina posizionando una banchina sulla sede originariamente destinata per il secondo binario e predisponendo una galleria pedonale dotata di sistemi elettronici per regolare, ai fini della sicurezza, il transito dei passeggeri. Il capolinea della tratta era invece situato al termine della galleria presso la stazione di Vigna Clara, dove era stato posizionato un fascio di sei binari per permettere il ricovero dei convogli. Il collegamento, il cui costo complessivo di realizzazione fu di 80 miliardi di lire, vide il transito di soli dodici convogli nei sei giorni in cui erano in programma le gare allo stadio Olimpico per poi essere abbandonato in vista del reperimento dei fondi per il suo completamento.
Nel corso della chiusura, avvenuta formalmente nell'ottobre 1990, i posti di servizio divennero oggetto di atti vandalici e degrado, arrivando nel 1993 ad essere sequestrati dall'autorità giudiziaria nell'ambito di un'indagine su presunti comportamenti illeciti della pubblica amministrazione sulla realizzazione di un collegamento che, secondo le Ferrovie dello Stato, non avrebbe offerto sufficienti garanzie di sicurezza se usato a pieno regime. L’indagine venne poi conclusa nel 1995 con il proscioglimento di tutti gli imputati perché il fatto non sussisteva. In quello stesso periodo venne ultimato il viadotto su via Angelo Emo della linea per Viterbo, comprensivo delle due gallerie di raccordo con la linea di cintura.
Un tratto di circa tre chilometri del collegamento venne riattivato fra il 1997 e il 2000, per attestare gli autobus sostitutivi del tratto urbano della linea per Viterbo, in quel periodo interessato a lavori di raddoppio ed elettrificazione. Lo scambio fra bus e treno avveniva su un piazzale all'interno del parco del Pineto, dove era stata appositamente realizzata un'omonima fermata. Nel 1999 venne ultimato il bivio di raccordo della linea di cintura con la stazione di Roma Nomentana e lo scalo merci di Roma Smistamento.
Nel corso degli anni duemila il progetto di realizzazione della linea attraversò una fase di ridefinizione, con l'esclusione della fermata di Olimpico-Farnesina e l'effettuazione di lavori di consolidamento e messa in sicurezza della galleria Cassia-Monte Mario. Fra il 2010 e il 2011 vennero inoltre definiti alcuni accordi per lo spostamento delle attività artigianali occupanti la sede ferroviaria a Tor di Quinto, per un possibile completamento in vista della candidatura candidatura di Roma a ospitare le Olimpiadi del 2020.

#### Lavori di completamento
A fine 2015, alla luce sia della decisione di papa Francesco di proclamare il giubileo straordinario della misericordia sia della candidatura della città di Roma per le Olimpiadi del 2024, il Comune di Roma e RFI avevano comunicato di voler procedere con la riattivazione della tratta della linea, consentendo così lo spostamento rapido, fra l'altro, dei pellegrini provenienti dal quadrante di Roma nord sino alla stazione di Roma San Pietro, in prossimità della Città del Vaticano. La riapertura al servizio era prevista per metà giugno 2016, ma un ricorso promosso già nel 2002 da alcuni cittadini della zona Fleming ne ritardò l'apertura anche a lavori completati. È avvenuta tuttavia la riattivazione formale da parte del gestore dell'infrastruttura, a seguito di circolare territoriale.
Il 28 marzo 2018 è intervenuta una sentenza del TAR del Lazio, che vieta la riattivazione della linea e intima, per una futura apertura, l'effettuazione di una valutazione di impatto ambientale e di studi riguardanti le vibrazioni prodotte dai treni sulle abitazioni limitrofe.
Il percorso in riattivazione è quello utilizzato nel 1990 durante i campionati del mondo di calcio; non saranno tuttavia previste fermate in prossimità dello stadio Olimpico, dal momento che la fermata di Olimpico-Farnesina è stata soppressa dal progetto di riqualificazione della linea da RFI e riqualificata come uscita di emergenza. La tratta in questione, una volta completata, consentirà più in generale ai cittadini di accedere ai servizi metropolitani (Linea A presso Valle Aurelia e Linea B presso il nodo Piramide-Ostiense) nonché alle ferrovie locali FL1, FL3, FL5. Rimane ancora da progettare l'ultimo tratto dell'anello, da Vigna Clara sino alle stazioni di Roma Smistamento e Roma Nomentana, con annessa realizzazione di due ponti sui fiumi Tevere e Aniene e la realizzazione di un nodo di interscambio con la ferrovia Roma-Civita Castellana-Viterbo presso la stazione di Tor di Quinto.
Con il d.l. n. 76 del 16 luglio 2020 ("decreto semplificazioni"), il governo Conte II ha identificato 36 opere infrastrutturali la cui realizzazione è giudicata di prioritaria importanza nazionale, compreso il completamento della Cintura Nord, dal costo stimato di circa 547 milioni di €.
Il 20 gennaio 2021 Vera Fiorani, AD di RFI, è stata nominata commissario straordinario per l'opera. Dopo il parere favorevole delle commissioni parlamentari competenti, la nomina è stata confermata nell'aprile 2021 dal governo Draghi. Il successivo 30 luglio, a seguito dell'emanazione della prima ordinanza con le disposizioni organizzative, il commissario ha ufficialmente dato inizio al suo incarico. A seguito dei rilevamenti per la valutazione d'impatto ambientale, effettuati da RFI nel mese di febbraio 2020, a fine 2021 la Regione Lazio escluse la linea dal VIA, concedendo così a RFI la possibilità di avviare le prove tecniche propedeutiche per procedere alla riattivazione della linea inizialmente per marzo 2022, poi per fine maggio dello stesso anno. La riapertura definitiva della linea al servizio pubblico è avvenuta il 13 giugno 2022.
La riapertura fa parte del progetto presentato da Fiorani nel febbraio 2021 nell'ambito della chiusura definitiva dell'anello: tale progetto è suddiviso in tre lotti e prevede l'attivazione del raddoppio della tratta riattivata Valle Aurelia-Vigna Clara e la costruzione del tratto Vigna Clara-Tor di Quinto-Val d'Ala. La prima fase comprende la riattivazione della tratta fino a Vigna Clara (lotto 1a), con proseguimento fino a Tor di Quinto e prevista integrazione con l'attigua stazione ASTRAL (lotto 1b; attivazione prevista per il 2027); la seconda comprende l'attivazione del tronco Tor di Quinto-Val d'Ala (prevista per il 2029); la terza comprende gli allacci alla ferrovia Tirrenica (bretella Roma Aurelia-Bivio Pineto) e alla Firenze-Roma (bretella Tor di Quinto-Roma Smistamento), con modifiche ai piazzali ferroviari di Roma Tiburtina e Val d'Ala (prevista per il 2031).

### Caratteristiche
La linea è una ferrovia a doppio binario, con solo quello dispari utilizzato tra la fermata di Vigna Clara e la progressiva 1+147. Riutilizza parte del tracciato della ferrovia Roma-Viterbo, a doppio binario banalizzato, tra la progressiva 1+147 e la stazione di Roma San Pietro. È elettrificata in corrente continua a 3000 V. La gestione delle infrastrutture è affidata a Rete Ferroviaria Italiana.
È esercita con sistema di comando e controllo tra la fermata di Valle Aurelia e la stazione di Roma San Pietro, con regime di esercizio a spola tra la fermata di Vigna Clara e la progressiva 0+045, mentre è presente il blocco elettrico automatico a correnti codificate tra la progressiva 0+045 e la stazione di Roma San Pietro. Consente velocità massime comprese tra 60 e 90 km/h (ranghi A e B).

#### Percorso
| Continuation backward | Continuation backward |  |

| Straight track | Unknown route-map component "ABZg2" | Unknown route-map component "STRc3" |

| Straight track | Unknown route-map component "YRDa" + Unknown route-map component "STRc1" | Unknown route-map component "STR+4" |

| (10+644) |
| (10+485) |

| Straight track | Unknown route-map component "YRDe" | Unknown route-map component "SHST" |

| Unknown route-map component "eSTR+c2" | Unknown route-map component "eABZg3" + Unknown route-map component "STR2u" | Unknown route-map component "ABZg3" |

| (9+797) |
| (9+823) |

| Unknown route-map component "exSTRc2" | Unknown route-map component "eKRZ3+1u" | Unknown route-map component "ABZg+1" + Unknown route-map component "exSTRc4" | Unknown route-map component "ABZg+4u" |  |

| Unknown route-map component "exSTR+1" + Unknown route-map component "exkSTRc2" | Unknown route-map component "ekKRZ3+lu" + Unknown route-map component "exSTRc4" | Unknown route-map component "ekKRZ2+ru" | Unknown route-map component "exkSTRc3" + Non-passenger station/depot on track |  |

| Unknown route-map component "exkABZg+1" | Straight track | Straight track | Unknown route-map component "ekABZg+4" |  |

| Unknown route-map component "exSTR" | Straight track | Straight track | Unknown route-map component "SHST" |  |

| Unknown route-map component "exSTR" | Unknown route-map component "CONT2+g" | Unknown route-map component "CONT2+g" | Unknown route-map component "CONT2+g" |  |

| Unknown route-map component "dRP4q" | Unknown route-map component "exSKRZ-G4o" | Unknown route-map component "dRP4q" | Unknown route-map component "+d" | Unknown route-map component "b" | Unknown route-map component "d" |

| Unknown route-map component "exSTR2" | Unknown route-map component "exSTRc3" |  | Unknown route-map component "b" |

| Unknown route-map component "exSTRc1" | Unknown route-map component "exSTR2+4" | Unknown route-map component "exSTRc3" | Unknown route-map component "b" |

| Unknown route-map component "exSTRc1" | Unknown route-map component "exSTR+4" |  |

| Unknown route-map component "exhbKRZWae" |

| Unknown route-map component "STR+l" | Unknown route-map component "xKRZo" | Unknown route-map component "CONTfq" |

| Station on track + Unknown route-map component "HUBaq" | Unknown route-map component "exBHF" + Unknown route-map component "HUBeq" |  |

| Unknown route-map component "CONTgq" | One way rightward | Unknown route-map component "exSTR" |  |  |

| Unknown route-map component "KBSTxa" + Unknown route-map component "PORTALf" |

| Unknown route-map component "tHSTeBHF" + Unknown route-map component "lSHST" |

| Unknown route-map component "tSTR" |

| Unknown route-map component "tBST" |

| Unknown route-map component "tCONTgq" | Unknown route-map component "htSTReq" | Unknown route-map component "tKRZh" | Unknown route-map component "hSTR+r" |  |

|  | Unknown route-map component "tSTRe" | Unknown route-map component "htSTRa" |

|  | Straight track | Unknown route-map component "tHST" |

|  | Small non-passenger station on track + Unknown route-map component "lhSTRa@f" | Unknown route-map component "tSTR" |

| Unknown route-map component "dCONTgq" | Unknown route-map component "STR+r" |  | Elevated | Unknown route-map component "tHST" | Unknown route-map component "d" |  |

| Station on track + Unknown route-map component "PORTALf" |  | Elevated | Unknown route-map component "tSTR" |  |

| Unknown route-map component "etABZg2" | Unknown route-map component "exhSTRc2" + Unknown route-map component "extSTRc3" | Unknown route-map component "ehABZg3" | Unknown route-map component "tSTRe@g" |  |

| Unknown route-map component "tSTR" + Unknown route-map component "extSTRc1" | Unknown route-map component "extSTR1+4" + Unknown route-map component "exhSTRc1" + Unknown route-map component "hSTRc2" | Unknown route-map component "hABZg3" + Unknown route-map component "exhSTRc4" | Unknown route-map component "tSTRa@f" |  |

| Unknown route-map component "tSTR" | Unknown route-map component "hSTR+1" | Unknown route-map component "htSTR2a" + Unknown route-map component "tÜWu2" + Unknown route-map component "hSTRc4" | Unknown route-map component "tSTR3" |  |

| Unknown route-map component "tSTR" | Unknown route-map component "htSTR2a" | Unknown route-map component "tSTR+1" + Unknown route-map component "tSTRc23" | Unknown route-map component "tSTR3+4" + Unknown route-map component "tÜWu4" |  |

| Unknown route-map component "tSTR" | Unknown route-map component "tSTRc1" | Unknown route-map component "tABZg+14" | Unknown route-map component "tSTRc4" |  |

| 0+000   |
| (5+660) |

| Unknown route-map component "tSTR2" | Unknown route-map component "tSTRc3" | Unknown route-map component "htSHSTe@g" |  |  |

| -0+133  |
| (5+527) |

| Unknown route-map component "tSTRc1" | Unknown route-map component "tSTR2+4" | Unknown route-map component "tSTRc3" + Unknown route-map component "htSTRa@g" |  |  |

| Unknown route-map component "tSTRc1" | Unknown route-map component "ABZg+t4e" + Unknown route-map component "lKRZu+G" |  |

|  | Unknown route-map component "ABZg+l" | Unknown route-map component "CONTfq" |

| Station on track |

| (4+279)  |
| (11+542) |

| Continuation forward |

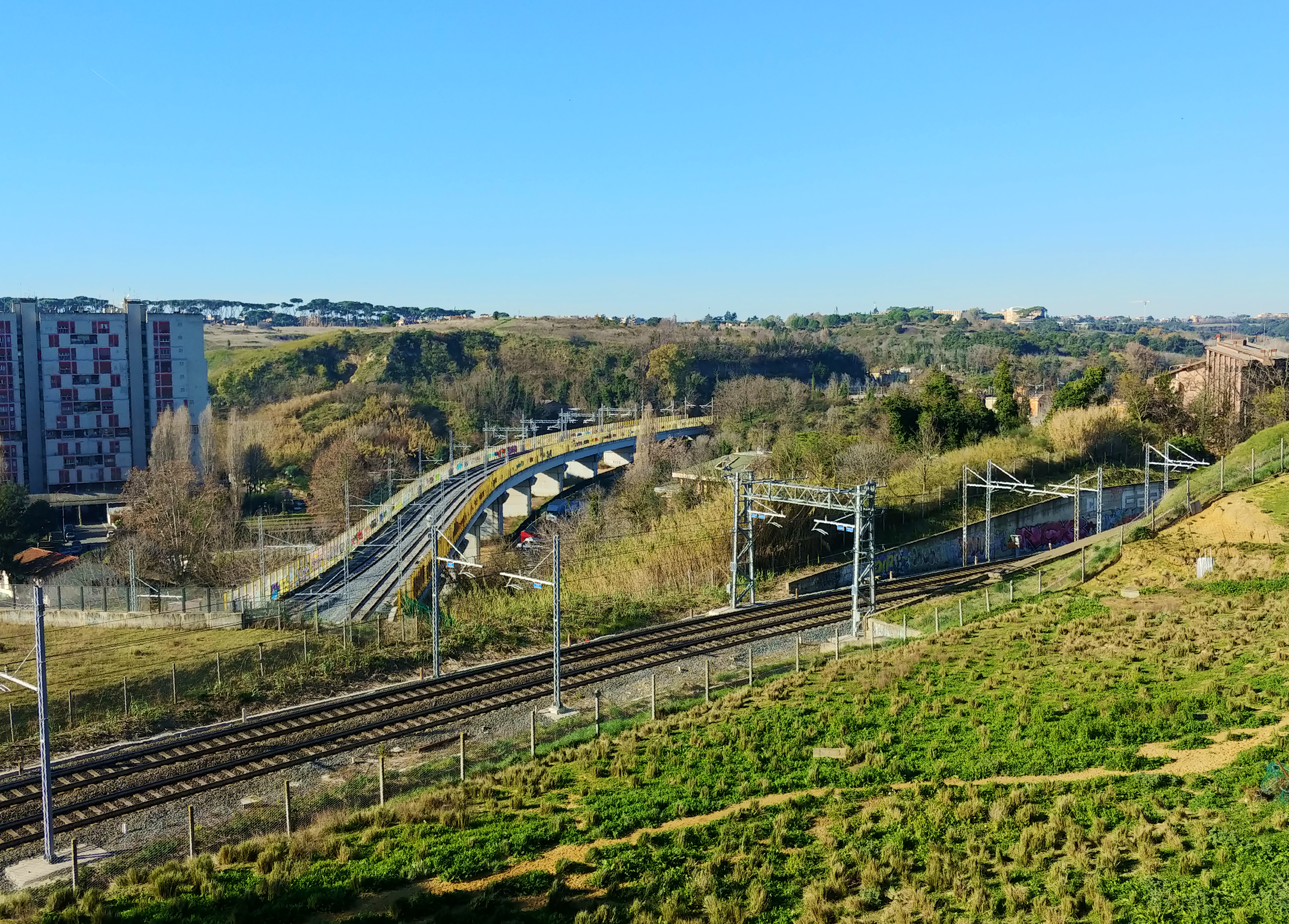
In primo piano la ferrovia Roma-Capranica-Viterbo tra le stazioni di Valle Aurelia (sud) e Appiano (nord); in secondo piano il viadotto della Cintura Nord sulla Valle Aurelia

La linea ha origine poco prima della stazione di Vigna Clara, nei pressi di Tor di Quinto, ove la ferrovia raggiunge dopo poche decine di metri la galleria "Cassia Monte Mario" che sottopassa Monte Mario; dopo aver incontrato l'ex fermata di Olimpico-Farnesina (poi riqualificata come uscita di emergenza), raggiunge il parco del Pineto, nei pressi del quale è situata l'omonima ex fermata, anch'essa riqualificata come posto di emergenza. Oltre tale impianto è presente un bivio che consente di raggiungere da un lato la ferrovia Tirrenica nei pressi della stazione Roma Aurelia (con direzione Civitavecchia) o dall'altro la ferrovia Roma-Capranica-Viterbo nei pressi della fermata Valle Aurelia (con direzione Roma).
Nel primo caso la linea, dopo aver sovrappassato via Ettore Stampini con un viadotto, imbocca una galleria che la raccorda alla linea per Livorno tramite un camerone situato sotto il parco di Villa Carpegna, da cui poi raggiunge la stazione di Roma Aurelia.
Nel secondo caso, la linea corre in parallelo alla ferrovia per Viterbo e a via di Valle Aurelia, prosegue tramite un viadotto che sovrappassa la Valle dell'Inferno e imbocca le due brevi gallerie di Monte Ciocci, che la congiungono alla fermata di Valle Aurelia, da cui poi raggiunge la stazione di Roma San Pietro.
Il progetto di completamento, il cui tracciato presenta alcune opere già eseguite (quali i rilevati tra Roma Smistamento/Val d'Ala e Vigna Clara), prevede lo scavalcamento del viale di Tor di Quinto e del Tevere mediante due viadotti, per poi allacciarsi alla stazione di Val D'Ala, nei pressi dello scalo merci di Roma Smistamento sulla linea per Firenze, mediante un bivio di raccordo già costruito.

### Galleria d'immagini

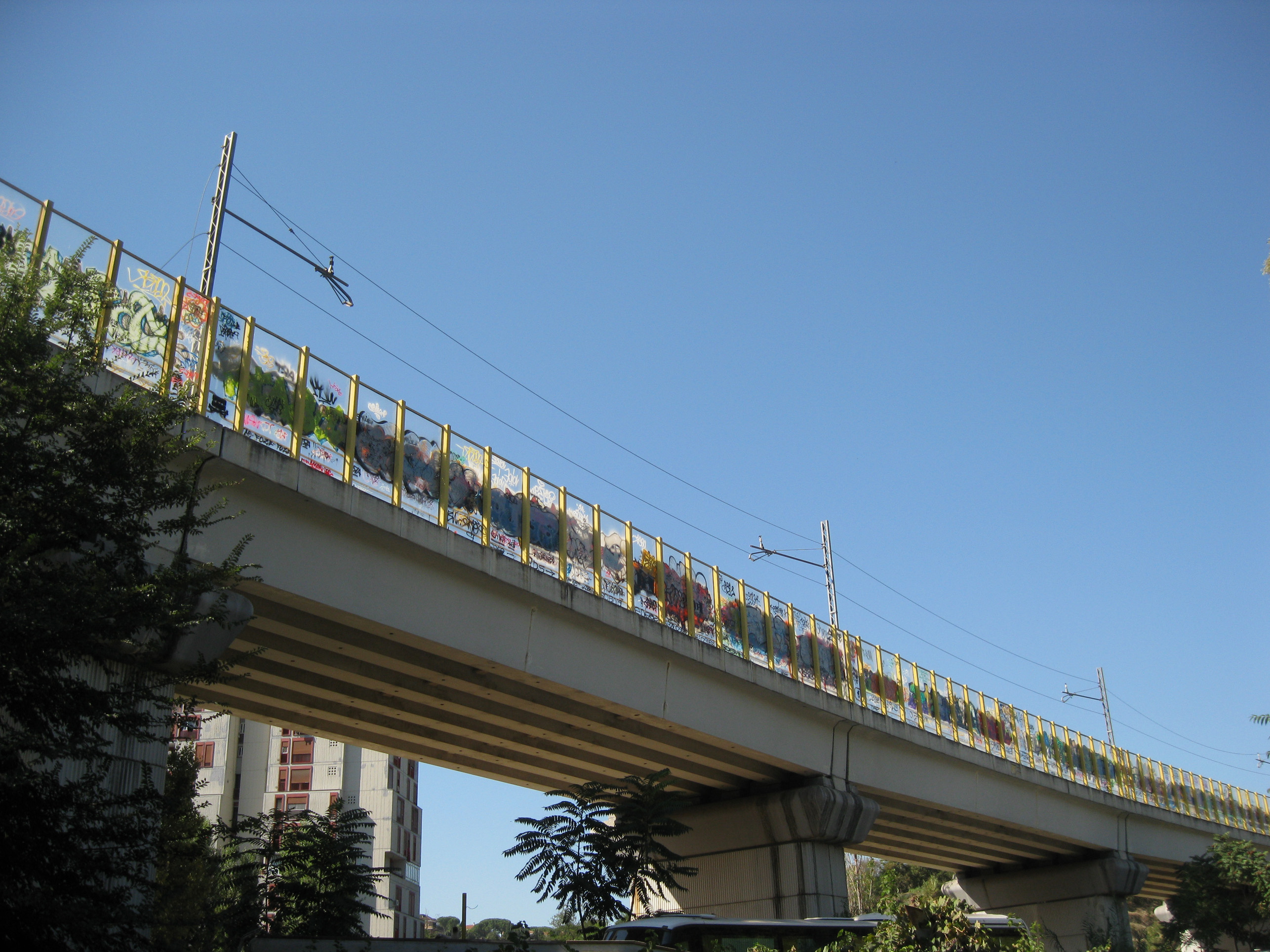
Viadotto che collega la diramazione dalla linea per Viterbo con il bivio nella valle dell'Inferno, costruito nel 1990.
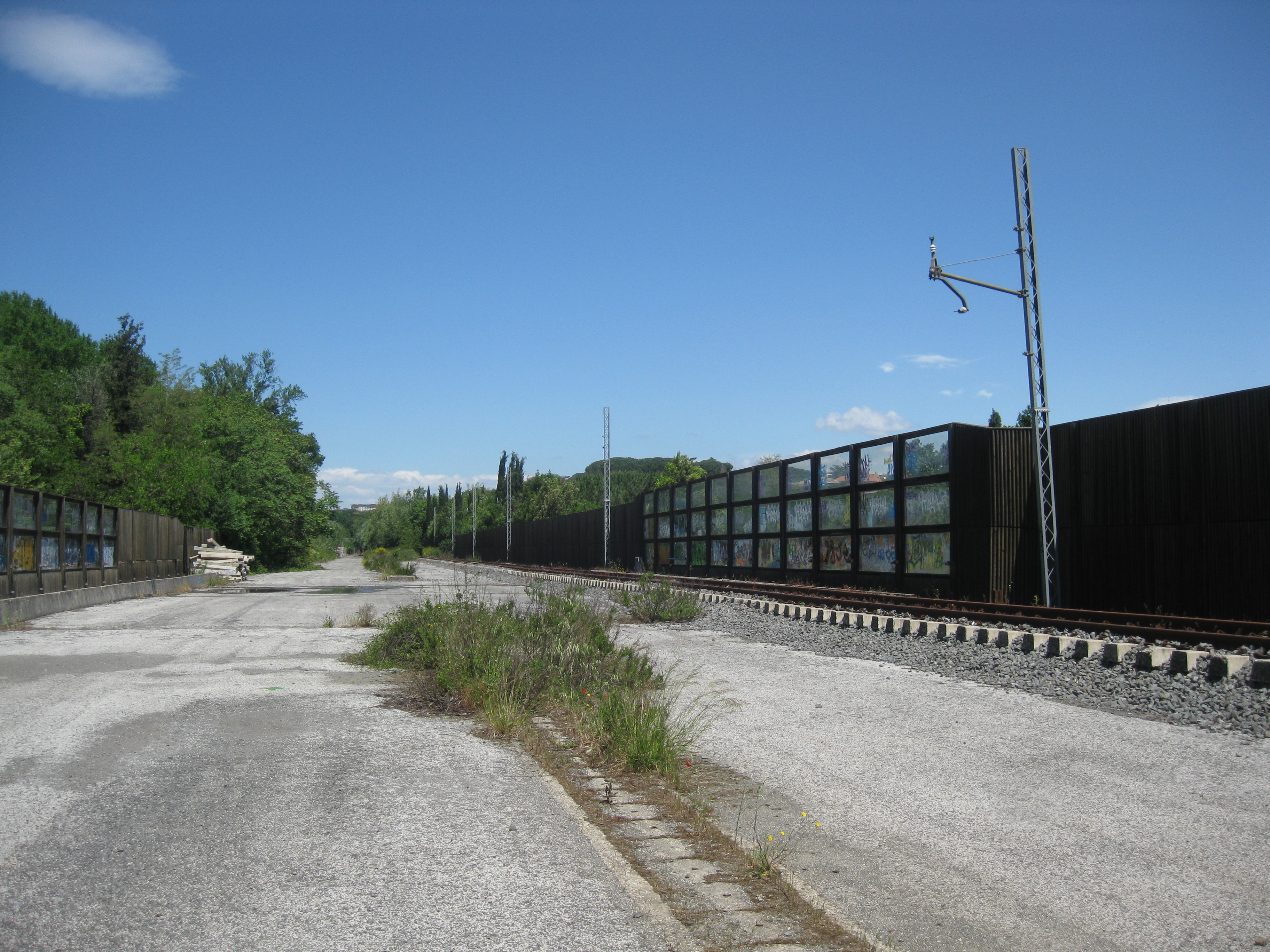
Sede della ferrovia in corrispondenza della diramazione con la linea per Civitavecchia.
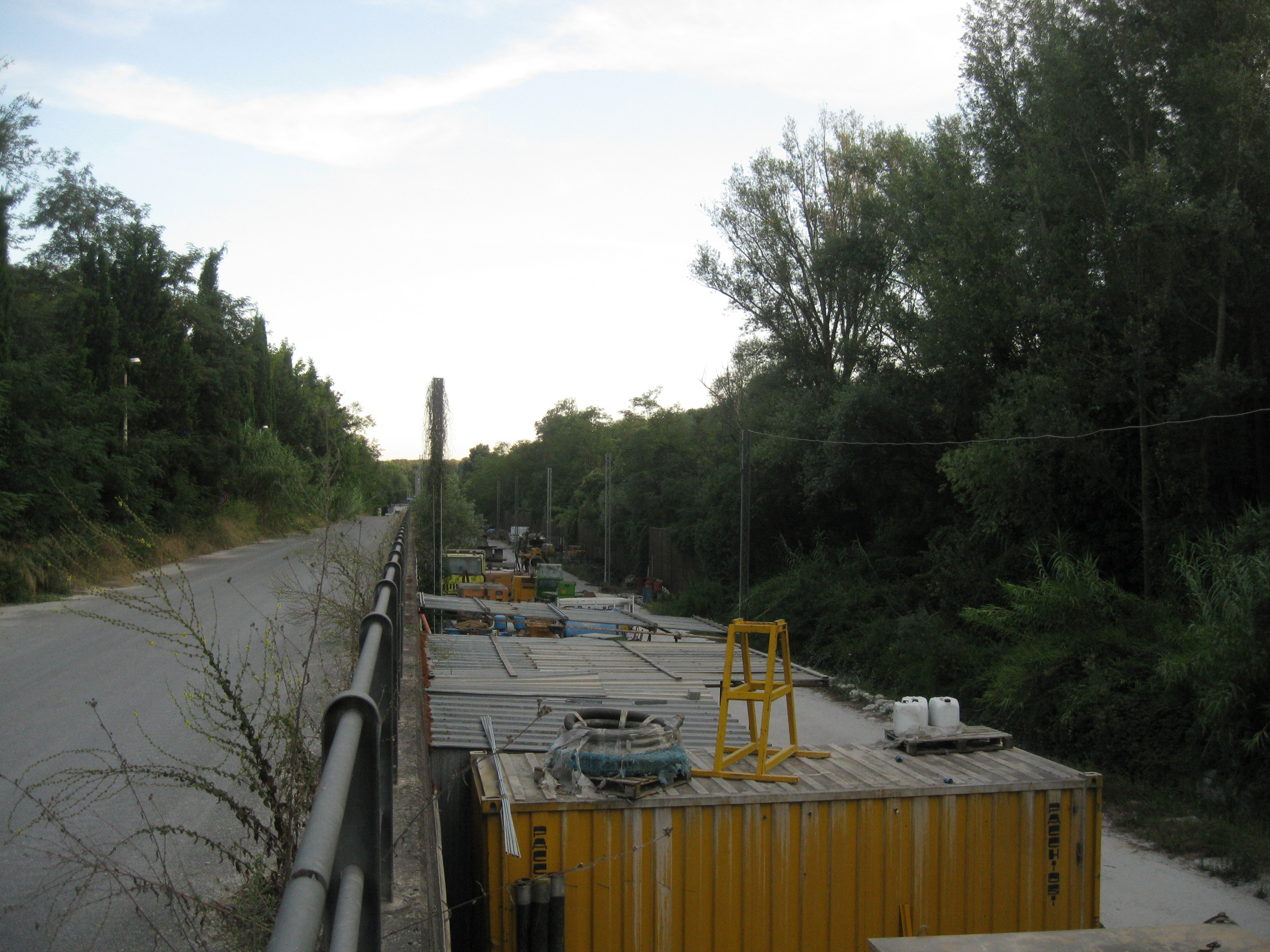
Sede della ferrovia in corrispondenza della stazione di Pineto.
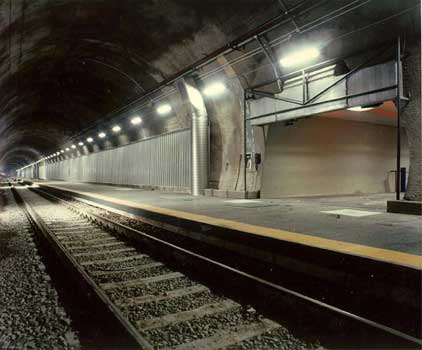
La stazione di Olimpico-Farnesina.
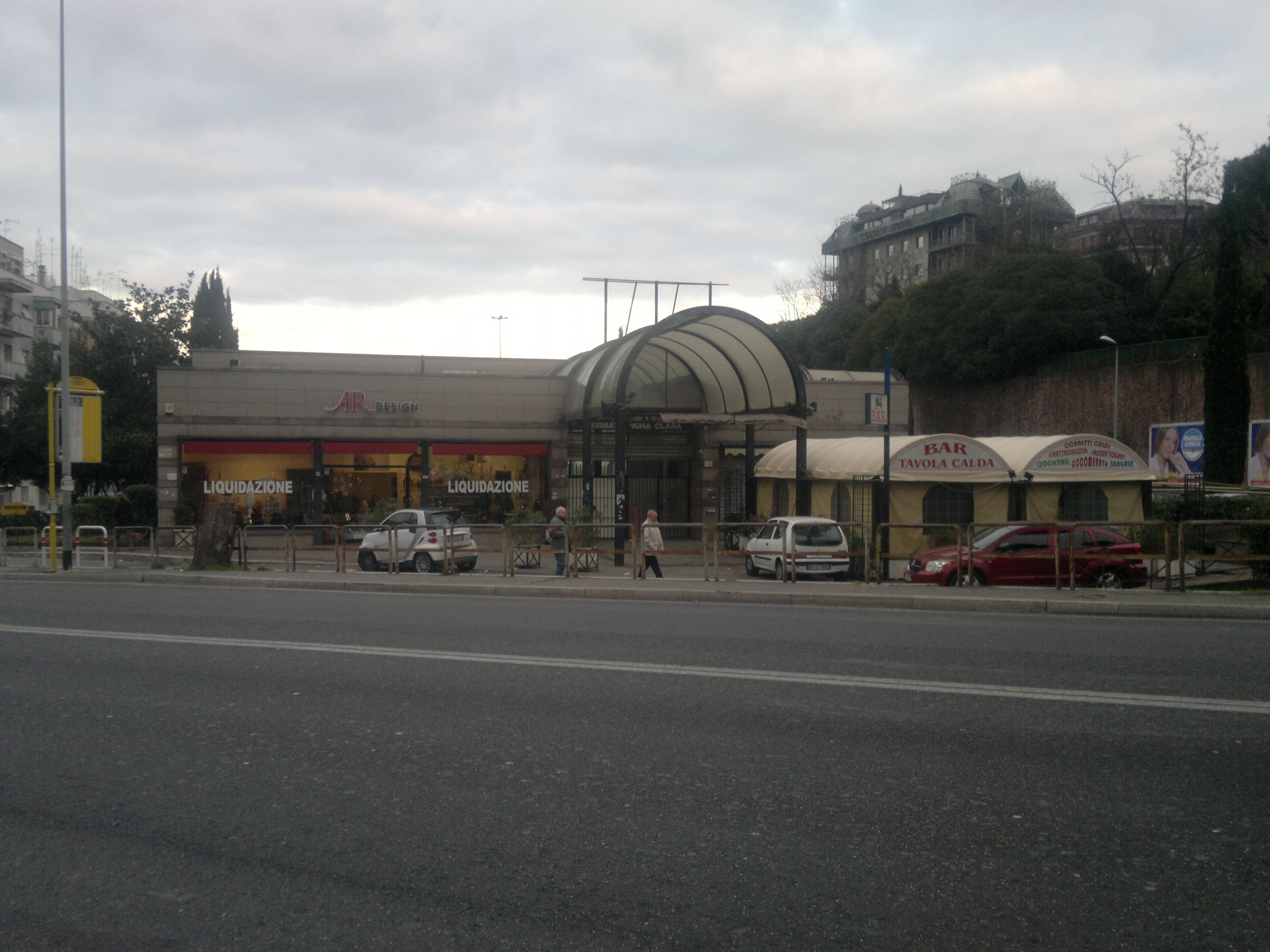
Fabbricato viaggiatori della stazione di Vigna Clara prima della ristrutturazione.